# 前夜 (幻冬舎の雑誌)
『前夜』（ぜんや、ZEN-YA）は、“小林よしのり責任編集”を謳って幻冬舎から1号（創刊号）だけ出版された雑誌。2011年12月15日発売。
創刊号にあたっての本音では、現状の言論界に辟易し、日本が崩壊していく過程に危機感を持っておらず、保守の言論人は各自の言いたいことを言いっ放しで纏まりが無いと言うところを批判して、左翼やリベラルの言論人のほうがまだ可能性があるとすら考えている。創刊号では若手のリベラルな言論人にも書いてもらい、共産党の政治家でも出す予定とのことであった。「女系公認・直系優先」「TPP反対」「脱原発」を主張している。
小林は『前夜』で「女性」「リベラル」を読者層に狙ったが、失敗したと述べている。当初は季刊とされていたが、かつて発行されていた『わしズム』が2012年3月21日から幻冬舎より復刊したことにともない、創刊号限りで打ち切り・休刊になった。